# حي جناعة
حي جناعه وتضم قسمين جناعه الجديدة وجناعه القديمة ويبلغ سكان جناعه 75 الف نسمه وهو من أقدم احياء الزرقاء ويقع بموقع استراتيجي مهم جدا فهو يقع مباشرة امام محافظة الزرقاء وامام مديرية شرطة محافظة الزرقاء والعديد من الدوائر الحكومية الأخرى أيضا يقع بداخله الملعب الرئيسي للمحافظة قبل أنشاء مدينة الأمير محمد وقد شهد هذا الملعب العديد من المباريات المهمة التي كانت تنقل على الهواء مباشرة أيضا يوجد بداخل هذا الحي كلية وجامعه فتقع بداخله كلية المجتمع الإسلامي و جامعة البلقاء التطبيقية ممثله ب كلية الزرقاء الحكومية ويقطع هذا الحي من طرفيه أهم خطين بالمملكة وهو خط الزرقاء-الاتوستراد وخط الزرقاء الرصيفه وخط ضاحية الثورة العربية الكبرى ويحده من الجهة الغربية أيضا نهر الزرقاء ونادي ظباط القوات المسلحة.بالإضافة لمنطقة وسط المدينة والتي تعتبر السوق التجاري الرئيسي في مدينة الزرقاء وبالمحافظة ككل ويضم الوسط التجاري عدة أسواق وشوارع مهمة منها شارع الملك الحسين (السعادة سابقا) وشارع الأمير شاكر وشارع الشيخ شامل وغيرها من الشوارع المهمة